# (15709) 1988 XH1
1988 أكس إتش 1 (ويعرف أيضًا باسم (15709) 1988 أكس إتش 1 وفق تسمية الكوكب الصغير) (بالإنجليزية: 1988 XH1)‏ هو كويكب ضمن حزام الكويكبات؛ وترتيبه 15709 من حيث الاكتشاف.
اكتُشف هذا الجُرم الفلكي بواسطة هيروشي كانيدا في 7 ديسمبر 1988.

## وصلات خارجية
- (15709) 1988 XH1 في قاعدة بيانات مختبر الدفع النفاث لأجرام النظام الشمسي الصغيرة

- الاكتشاف · مخطط المدار ·  العناصر المدارية · المعلمات المادية

- (15709) 1988 XH1 على موقع ويكي سكاي: DSS2, SDSS, GALEX, IRAS, Hydrogen α, X-Ray, Astrophoto, Sky Map, Articles and images